# Inga Lindström: Der schönste Ort der Welt
Der schönste Ort der Welt ist ein deutscher Fernsehfilm von Oliver Dieckmann aus dem Jahr 2021. Er ist Bestandteil des ZDF-Herzkino-Sonntagsfilms und der 89. Film der Inga-Lindström-Reihe nach der gleichnamigen Erzählung von Christiane Sadlo. Die Hauptrollen sind mit Zoe Moore, Paul Triller, Manuel Mairhofer, Lilian Prent und Birge Schade besetzt.

## Handlung
Maja hat vor fünf Jahren ihr Zuhause verlassen, weil sie sich die Schuld am Tod ihres jüngeren Bruders Linus gibt. Sie arbeitet nun zusammen mit Tove in einer Physiotherapie zusammen. Nun hat ihr Großvater Benno Geburtstag und sie nimmt dies zum Anlass, ihre alte Heimat erneut aufzusuchen. Weil sie dem jungen Mann Michel hilft, dessen Hund in eine Scherbe getreten ist, verpasst sie den Bus zum Bahnhof. Michel bietet ihr an, sie mit dem Wagen direkt an ihr Ziel zu bringen. Dort angekommen, treffen sie auf Elias, den Ex-Freund von Maja, den sie aus einer misslichen Lage befreien.
Ihre Mutter ist wenig begeistert Maja wiederzusehen, denn sie kann ihr noch immer nicht verzeihen. Vor Ort muss Maja erfahren, dass es schlecht um den familiären Bauernhof steht, nur weiß ihr Opa Benno, dem der Hof immer noch gehört, nichts davon. Der Traktor ist kaputt und ein Unwetter hat große Schäden angerichtet, die sie selbst bezahlen müssen, weil sie keine Versicherung abgeschlossen hatten. Ihre beste Freundin Noomi hilft mit einem Traktor aus, so kann wenigstens das Heu gerettet werden. Als Maja die Scheune repariert, hilft ihr Elias und dabei kommen sie sich wieder näher. Aber genau in dem Moment taucht Michel auf.
Ihr Vater Samu hat sich für eine Stelle als Lehrer in London beworben und nun die Zusage bekommen. Er getraut sich aber nicht, etwas zur Familie zu sagen. Als Ingrid deswegen ein Telefon entgegennimmt ist sie überrascht, sie findet dann auch den Brief und stellt ihren Mann zur Rede. Noomi hat Maja in der Zwischenzeit über die wahre Identität ihrer neuen Bekanntschaft Michel aufgeklärt, er ist der Herausgeber der App „Dr. Love“ und ziemlich reich. Maja hat eine Idee, wie sie den Hof retten könnte und bittet Michel, ihr Konzept zu prüfen.
Als Maja im Hafen zufällig auf Elias trifft und sie wie früher herumalbern passiert es doch noch, sie küssen sich und schlafen miteinander. Dort danach beginnen sie zu streiten und Maja bereut bereits, was sie getan hat. Opa Benno findet in Majas Zimmer weggeworfene Teile der Präsentation und ist wütend, weil man nicht mit ihm gesprochen hat. Ingrid macht ihm klar, dass der Hof pleite ist und dies die einzige Rettung wäre. Elias lenkt nach dem Streit mit Maja ein und recherchiert, was am Tag von Linus Tod genau passiert ist. Er findet heraus, dass sein Vater Sören bei Ingrid war, um ihr eine Nachricht vom richtigen Vater von Maja zu überbringen. Linus hat dies mitbekommen und wollte seine Schwester so schnell wie möglich informieren. Maja verlässt daraufhin den Hof. Michel bringt sie zurück nach Stockholm.
Nachdem Ingrid zugegeben hat, dass sie Schuld war, entscheidet sie sich, gemeinsam mit Samu nach London zu gehen, Benno will deshalb den Hof verkaufen. Michel kehrt zurück und trifft in der Bar auf Noomi, mit der er auf seiner App einen „Match“ von 91 % hatte. Maja erhält Besuch von ihrer Mutter, die ihr die ganze Situation mit ihrem biologischen Vater erklärt, als sie dann noch erfährt, dass Benno den Hof verkauft, will sie sofort zurück um es zu verhindern. Kurz vor der Unterschrift überlegt es sich Benno aber nochmals und trifft draußen auf Maja, die total verstört ist. Er klärt sie auf und Maja verspricht ihm, beim Neustart zu helfen. Maja will von Sören wissen, wo Elias ist, der seinen Job in der Kanzlei aufgegeben hat und wieder Boote renovieren will. Sie findet ihn am Hafen und bittet ihn um Verzeihung.

## Hintergrund
Der schönste Ort der Welt wurde vom 17. August bis zum 11. September 2020 an Schauplätzen in Schweden gedreht. Produziert wurde der Film von der Bavaria Fiction GmbH.

## Rezeption

### Einschaltquote
Die Erstausstrahlung am 30. Mai 2021 im ZDF wurde von 4,49 Millionen Zuschauern gesehen, was einem Marktanteil von 14,9 % entspricht.

### Kritiken
Die Kritiker der Fernsehzeitschrift TV Spielfilm zeigten mit dem Daumen zur Seite und fassten den Film mit den Worten „Viel Schweden-Flair, aber wenig Überraschendes“ kurz zusammen.
Tilmann P. Gangloff von Tittelbach.tv meinte dazu „Für einen Sonntagsfilm im „Zweiten“ beginnt der Film ziemlich bestürzend. Gerade noch hat die junge Heldin fröhlich mit ihrem Freund geturtelt, da wird sie durch den Tod ihres kleinen Bruders aus allen Wolken gerissen.“ und „Trotz der teilweise schweren Themen ist der Tonfall auch dank vieler witziger Ideen am Rande von einer beschwingten Leichtigkeit, zumal die Musik die perfekte akustische Untermalung für die schöne Optik bietet.“